# Sonja Rembo
Sonja Maria Hillevi Rembo, född Andersson 17 januari 1933 i Karl Johans församling i Göteborg, död 1 februari 2023 i Örgryte distrikt i Göteborg, var en svensk politiker (moderat), som var riksdagsledamot 1979–1997  för Göteborgs kommuns valkrets.
Hon var dotter till Alvar Rembo och Junis, född Gregorsson.
Rembo tog realexamen 1949, gick ut Göteborgs handelsinstitut 1951, var sekreterare på Axel H. Ågren AB 1951–1953, på Söderquist & Albihn AB 1953–1954, på Göteborgs hamn 1955–1962, på Mazetti AB i Malmö 1963–1965, på Svenska ICI AB 1965–1968 och på SKF 1968–1979.
Sonja Rembo är gravsatt i minneslunden på Kvibergs kyrkogård i Göteborg.